# Affrontements armés arméno-azerbaïdjanais de juillet 2020
Conflit frontalier au Haut-Karabagh
Batailles
- Guerre de 1988-1994
- Affrontements de Mardakert de 2008
- Affrontements de 2010
- Affrontements de Mardakert de 2010
- Affrontements de 2012
- Affrontements de 2014
- Destruction d'un hélicoptère en 2014
- Guerre d'Avril
- Affrontements de 2018
- Affrontements de juillet 2020
- Guerre de 2020
- Opération Farukh
- Guerre de 2023

Les affrontements armés arméno-azerbaïdjanais de juillet 2020 ont lieu du 12 juillet au 16 juillet 2020 dans le contexte des conflits post-soviétiques et ont affecté les régions du Tavush (Arménie) et du Tovuz (Azerbaïdjan), opposant les Forces armées arméniennes aux Forces armées azerbaïdjanaises.
Les escarmouches s'échelonnent sur quelques jours avec une intensité variable, ayant fait au moins 16 victimes militaires et une civile. Parmi les victimes militaires azerbaïdjanaises figuraient un général de division, un colonel et deux majors. Le gouvernement arménien a également signalé la mort d'un major, d'un capitaine et de deux sergents. Les escarmouches ont été menées principalement par l'artillerie et les drones, sans infanterie.

## Déroulement
Les affrontements initiaux ont eu lieu le long du village de Mosesgegh dans la région du Tavush en Arménie et du village d'Agdam dans la région de Tovuz en Azerbaïdjan.

## Escarmouches

### 12 juillet
La cause exacte des escarmouches initiales n'est pas claire. À 16 h 08, le ministère azerbaïdjanais de la Défense a signalé qu'à partir de l'après-midi, « des unités des forces armées arméniennes, violant gravement le cessez-le-feu en direction de la région de Tovuz à la frontière entre l'Azerbaïdjan et l'Arménie, ont tiré sur nos positions à l'aide de montures d'artillerie ».
Puis, à 16 h 55, Shushan Stepanyan, attachée de presse du ministre arménien de la Défense Davit Tonoyan a publié une déclaration écrite sur son compte Facebook. Selon Stepanyan, vers 12 h 30, les militaires des forces armées azerbaïdjanaises ont tenté de traverser la frontière de l'État arménien dans un véhicule UAZ pour des raisons inconnues. Après l'avertissement de la partie arménienne, les militaires azerbaïdjanais ont quitté leur véhicule et sont revenus à leur position. À 13 h 45, les militaires des forces armées azerbaïdjanaises ont réitéré la tentative d'occuper la position frontalière des forces armées arméniennes, utilisant désormais des tirs d'artillerie, mais ont subi la pression de la partie arménienne, étant repoussés. Selon Stepanyan, le véhicule précédemment contrôlé par les militaires azerbaïdjanais a été détruit peu de temps après.

## Conséquences

### Arménie
| Grade          | Nom                  | Année de naissance | Date de décès | Date de l'inhumation |
| Capitaine      | Sos Elbakyan         | 1992               | 14 Juillet    | 15 Juillet           |
| Sergent junior | Smbat Gabrielyan     | 1999/2000          | 14 Juillet    | 16 Juillet           |
| Sergent junior | Gricha Matjosyan     |                    | 14 Juillet    |                      |
| Major          | Garuch Hambardzumyan | 1989               | 14 Juillet    | 16 Juillet           |
| Soldat         | Arthur Muradyan      | 2001               | 23 Juillet    | 25 Juillet           |

### Azerbaïdjan
| Grade                 | Nom                 | Année de naissance | Date de décès | Date de l'inhumation |
| --------------------- | ------------------- | ------------------ | ------------- | -------------------- |
| Soldat                | Khayyam Dachdemirov | 2002               | 12 juillet    | 13 juillet           |
| Soldat de 1ère classe | Elchad Mammadov     | 1996               | 12 juillet    | 13 juillet           |
| Sergent               | Vugar Sadigov       | 1987               | 12 juillet    | 13 juillet           |
| Lieutenant principal  | Rachad Mahmudov     | 1992               | 13 juillet    | 13 juillet           |
| Colonel               | Ilgar Mirzayev      | 1973               | 14 juillet    | 15 juillet           |
| Major                 | Anar Novruzov       | 1976               | 14 juillet    | 14 juillet           |
| Major                 | Namig Ahmadov       | 1984               | 14 juillet    | 14 juillet           |
| Major Général         | Polad Hachimov      | 1975               | 14 juillet    | 15 juillet           |
| Soldat                | Eltchin Mustafazade | 1992               | 14 juillet    | 14 juillet           |
| Adjudant              | Ilgar Zeynalli      | 1995               | 14 juillet    | 14 juillet           |
| Adjudant              | Yachar Babayev      | 1987               | 14 juillet    | 15 juillet           |
| Soldat                | Nazim Ismayilov     | 1996               | 16 juillet    | 16 juillet           |